# ريتشارد ألبا
ريتشارد ألبا (بالإنجليزية: Richard Alba) هو عالم اجتماع أمريكي، ولد في 22 ديسمبر 1942 في نيويورك في الولايات المتحدة.